# Aeromys tephromelas
La ardilla voladora negra (Aeromys tephromelas) es una especie de roedor de la familia Sciuridae.

## Distribución geográfica
Se encuentran en Brunéi, Indonesia y Malasia.